# Editorial Laia
Editorial Laia fou una empresa editorial fundada a Barcelona el 1972 com a continuadora de l'Editorial Estela, fundada el 1958 i tancada per les autoritats franquistes el 1971.
Malgrat la dificultat de provenir d'una editorial clausurada, va poder continuar l'orientació d'esquerres que havia marcat la darrera etapa d'Editorial Estela, i va adoptar el mateix equip directiu, integrat per Alfons Carles Comín i Josep Verdura. Fou una de les editorials més destacades de la resistència antifranquista i durant la transició democràtica. Sota la influència de Josep Maria Vilaseca i Marcet s'arrenglerà entre les empreses culturals més renovelladores en el nou marc polític de l'Estat espanyol, tot incorporant al seu catàleg editorial no sols obres de caràcter polític, sinó també narrativa, psicopedagogia, psicologia i altres matèries, destacant entre elles la col·lecció Textos filosòfics, que recull el pensament universal de totes les èpoques i tendències.
Publicà en català i en castellà per parts iguals, destacant la publicació el 1978 de La España del siglo XIX i La España del siglo XX, de Manuel Tuñón de Lara, que des del 1973 circulaven clandestinament.
Les dificultats econòmiques provocaren la desaparició de l'editorial el 1989, i el 1990 la major part del seu fons editorial passà a mans d'Edicions 62.